# Jerry Butler (Pornodarsteller)
Jerry Butler (geboren am 13. Mai 1959 in Brooklyn, New York City; gestorben am 27. Januar 2018 ebenda; eigentlich Paul David Siedermann) war ein US-amerikanischer Pornofilmdarsteller.

## Leben
Butler wuchs in Brooklyn als Sohn eines jüdischen Vaters und einer Mutter mit der einen Hälfte deutsch-irischer Wurzeln und einer Hälfte Cherokee auf. Sein Großvater väterlicherseits soll der Halbbruder von Leo Trotzki gewesen sein.
Butler versuchte sein Glück zuerst als Mainstream-Schauspieler am Off-Broadway. Er lernte bei James Beard im Neighbourhood Playhouse. Außerdem trat er 1978 mehrfach als Gast in der Seifenoper Liebe, Lüge, Leidenschaft auf und hatte einen Kurzauftritt im Film Basket Case – Der unheimliche Zwilling (1982). Er verspürte zu jener Zeit einen großen Druck, insbesondere weigerte er sich irgendwann, mit anderen Männern zu schlafen, um bessere Rollen zu bekommen. Zu jener Zeit war die Besetzungscouch gerade auf dem Höhepunkt.
Zum Hardcore-Pornofilm kam er 1981 nach einer Anzeige im Backstage Magazin. Ursprünglich wollte er eine Schauspielrolle, wurde dann aber doch als Pornodarsteller gecastet. Sein Pseudonym Jerry Butler übernahm er, als er seinen ersten Gehaltscheck einlöste. Dabei lief Only the Strong Survive von Jerry Butler im Radio. Zu seinen erfolgreichsten Filmen gehörte Roommates (1981) und In Love (1983). Für letzteren wurde er vom Magazin Hustler als bester Pornodarsteller ausgezeichnet. 1985 erhielt er den AFAA Award sowie den XRCO Award als Bester Schauspieler  für seine Mitwirkung am Film Snake Eyes. Er ist außerdem Mitglied der AVN Hall of Fame. Insgesamt trat er in mehr als 500 Pornofilmen auf. Die Internet Adult Film Database listet 666 Filme auf, darunter jedoch auch zahlreiche Kompilationen.
1989 veröffentlichte er seine Biografie Raw Talent, benannt nach einem seiner größten Erfolge, in der er sowohl mit der Pornofilmindustrie als auch mit der Mainstream-Film- und Theaterindustrie abrechnete. Auch veröffentlichte er darin Informationen über den überschäumenden Drogenkonsum in der Industrie in den 1980ern, wobei er auch einige Kollegen als drogenabhängig outete. Einige der Porträtierten, darunter Ron Jeremy, äußerten ihr Missfallen gegenüber der Art und Weise, wie sie Butler darstellte.
Durch die Biografie verlor er viele Rollenangebote. Bis 1993 arbeitete er weiter im Business, zog dann aber zurück nach Brooklyn, wo er als Schulbusfahrer arbeitete.
Einen letzten Auftritt hatte er 2003 in Sexy Sluts: Been There Done That, einem Porno von Rapper Necro.

## Tod
Butler erkrankte 2017 an einem Tumor, der operativ entfernt werden musste. Etwas später hatte er einen Fahrradunfall und bei Routinetests wurde festgestellt, dass sich der Krebs in seinem Körper verteilt hatte und mittlerweile inoperabel war. Er verstarb am 27. Januar 2018 im Alter von 58 Jahren.

## Privatleben
Jerry Butler war mit Lisa Loring verheiratet. Das Paar lernte sich am Set eines Pornofilms kennen, doch Loring war mit Butlers Lebensführung nicht einverstanden. Butler verheimlichte ihr weitere Auftritte in Pornofilmen. Das Paar hatte eine öffentliche Aussprache in der Talkshow von Sally Jesse Raphael. 1992 kam es zur Scheidung. Nach seinem Ausstieg aus der Pornoindustrie heiratete Butler erneut.

## Filmografie (Auswahl)
- 1978: Liebe, Lüge, Leidenschaft (One Life to Live) (diverse Gastauftritte)
- 1982: Basket Case – Der unheimliche Zwilling (Basket Case)
- 1984: Preppies – Die schrillen 3 vom College (Preppies)
- 1985: Evils of the Night
- 1987: Deranged – Vom Wahnsinn besessen (Deranged)
- 1987: Electric Blue 53